# 考内贝格
考内贝格是奥地利蒂罗尔州兰德克县的一个市镇。总面积23.45平方公里，总人口335人，人口密度14.3人/平方公里（2005年）。